# Zone naturelle protégée de Tabusintac
La zone naturelle protégée de Tabusintac est l'une des 30 zones naturelles protégées du Nouveau-Brunswick. Le site a été reconnu site Ramsar le 10 juin 1993.

## Situation
La zone naturelle protégée est située à Tabusintac, dans les Terres Noires, au bord de la baie de Tabusintac, séparée du golfe du Saint-Laurent par la dune de Murray.
Elle  est dans le comté de Northumberland, à 20 kilomètres au sud de Tracadie-Sheila et à 50 kilomètres au nord-est de Miramichi.

## Faune et flore
C'est un site de nidification du grand Héron et du balbuzard. Il y a des épinettes noires et des pins gris.